# El perfume de la dama de negro
El perfume de la dama de negro (Le Parfum de la dame en noir, título original en francés) es una novela de Gaston Leroux, publicada en 1908. Esta obra es el segundo episodio de las aventuras de Joseph Rouletabille y continuación de El misterio del cuarto amarillo.
- Datos: Q3225240
- Multimedia: Le Parfum de la dame en noir / Q3225240